# Page 6
Page 6 (sottotitolata Atari User's Magazine, e successivamente conosciuta come New Atari User) è stata una rivista indipendente britannica rivolta agli utenti degli home computer della famiglia Atari 8-bit. È stata pubblicata tra il 1982 e il 1998. La rivista supportava sia gli home computer Atari a 8 bit sia la successiva linea degli Atari ST.

## Storia
La rivista ebbe origine dalla newsletter del Birmingham user's Group, un club indipendente con base in Inghilterra. Les Ellingam era l'editore della newsletter che decise di produrre la rivista e rimase l'editore di Page 6 per tutti gli 85 numeri pubblicati. Quando la Europress cedette la pubblicazione dell'originale Atari User magazine nel 1988, Page 6 comprò i diritti e cambiò il nome della rivista prima in Page 6 Atari User poi in New Atari User.

## Il titolo
La rivista deriva il suo nome dalla area di memoria negli home computer Atari 8 bit che copre le locazioni tra 1536 e 1791.
Essendo la memoria divisa in pagine di 256 byte le locazioni di memoria comprese tra gli indirizzi 1536 (256x6) e 1791 (256x7) sono conosciute come pagina 6.
La pagina 6 non è usata ne dal sistema operativo ne dai programmi in BASIC, per questo motivo in questa area è possibile memorizzare brevi programmi in linguaggio macchina senza che questi vengano sovrascritti